# Пеньярроя-Пуеблонуево
Пеньярроя-Пуеблонуево (ісп. Peñarroya-Pueblonuevo) — муніципалітет в Іспанії, у складі автономної спільноти Андалусія, у провінції Кордова. Населення — 11 814 осіб (2010).
Муніципалітет розташований на відстані близько 270 км на південний захід від Мадрида, 65 км на північний захід від Кордови.

## Демографія
Динаміка населення (INE ):

## Галерея зображень

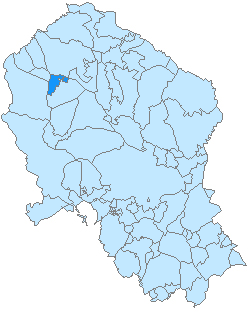
Розташування муніципалітету у провінції Кордова